# 斯洛博達-諾斯科韋齊卡
48°58′30″N 28°0′27″E / 48.97500°N 28.00750°E
斯洛博達-諾斯科韋齊卡（烏克蘭語：Слобода-Носковецька），是烏克蘭的村落，位於該國西南部文尼察州，由日梅林卡區負責管轄，面積0.78平方公里，海拔高度265米，2001年人口201，人口密度每平方公里257.69人。